# فيليبو دال مورو
فيليبو دال مورو (بالإيطالية: Filippo Dal Moro)‏ هو لاعب كرة قدم إيطالي في مركز الدفاع، ولد في 11 أغسطس 1970 في تريفيزو في إيطاليا. لعب مع أيك أثينا ونادي أودينيزي ونادي إمبولي ونادي بيستويسي ونادي ترنانا ونادي رافينا ونادي روما ونادي سامبدوريا ونادي فينيزيا ونادي نوفارا.